# World Series of Poker 1983
Die World Series of Poker 1983 war die 14. Austragung der Poker-Weltmeisterschaft und fand vom 3. bis 21. Mai 1983 im Binion’s Horseshoe in Las Vegas statt.

## Turniere

### Turnierplan

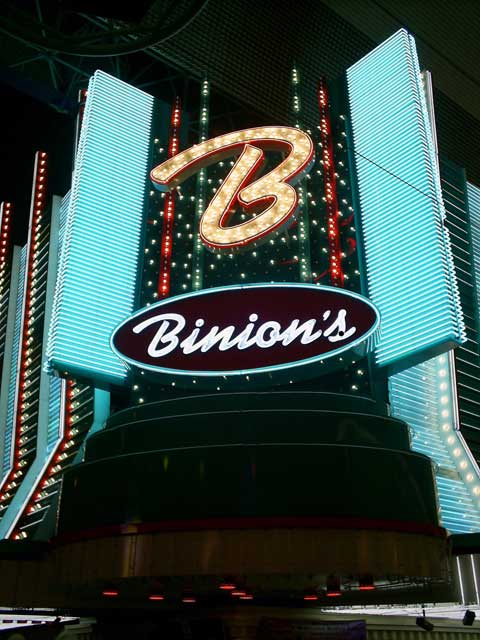
Das Binion’s Horseshoe in Las Vegas

Im Falle eines mehrfachen Braceletgewinners gibt die Zahl hinter dem Spielernamen an, das wievielte Bracelet in diesem Turnier gewonnen wurde.
| #  | Buy-in (in $) | Turnier                                          | Turnierbeginn | Teilnehmer | Sieger             | Sieger             | Herkunft           | Herkunft           | Preisgeld (in $) |
| -- | ------------- | ------------------------------------------------ | ------------- | ---------- | ------------------ | ------------------ | ------------------ | ------------------ | ---------------- |
| 1  | 02.500        | No-Limit A-5 Lowball Draw w/ Joker               | 3. Mai 1983   | 037        | David Angel        | David Angel        | Vereinigte Staaten | Vereinigte Staaten | 046.250          |
| 2  | 01.500        | No-Limit Hold’em                                 | 4. Mai 1983   | 194        | David Baxter       | David Baxter       | Vereinigte Staaten | Vereinigte Staaten | 145.500          |
| 3  | 01.000        | Limit Seven Card Stud Hi-Lo                      | 5. Mai 1983   | 104        | Artie Cobb         | Artie Cobb         | Vereinigte Staaten | Vereinigte Staaten | 052.000          |
| 4  | 00.800        | Mixed Doubles Limit Seven Card Stud              | 6. Mai 1983   | 050        | Donna Doman        | Jim Doman (2)      | Vereinigte Staaten | Vereinigte Staaten | 020.000          |
| 5  | 01.000        | Limit Seven Card Stud                            | 7. Mai 1983   | 124        | Ken Flaton         | Ken Flaton         | Vereinigte Staaten | Vereinigte Staaten | 062.000          |
| 6  | 00.500        | Ladies Limit Seven Card Stud                     | 8. Mai 1983   | 064        | Carolyn Gardner    | Carolyn Gardner    | Vereinigte Staaten | Vereinigte Staaten | 016.000          |
| 7  | 01.000        | No-Limit Hold’em                                 | 9. Mai 1983   | 248        | Buster Jackson     | Buster Jackson     | Vereinigte Staaten | Vereinigte Staaten | 124.000          |
| 8  | 02.500        | Heads Up No-Limit Hold’em                        | 10. Mai 1983  | 032        | Berry Johnston     | Berry Johnston     | Vereinigte Staaten | Vereinigte Staaten | 040.000          |
| 9  | 01.000        | Limit Razz                                       | 11. Mai 1983  | 086        | John Lukas         | John Lukas         | Vereinigte Staaten | Vereinigte Staaten | 043.000          |
| 10 | 01.000        | Limit Hold’em                                    | 12. Mai 1983  | 234        | Tom McEvoy         | Tom McEvoy         | Vereinigte Staaten | Vereinigte Staaten | 117.000          |
| 11 | 01.000        | Limit Omaha                                      | 13. Mai 1983  | 051        | David Sklansky (3) | David Sklansky (3) | Vereinigte Staaten | Vereinigte Staaten | 025.500          |
| 12 | 01.000        | Limit A-5 Lowball Draw                           | 14. Mai 1983  | 099        | Don Todd           | Don Todd           | Vereinigte Staaten | Vereinigte Staaten | 049.500          |
| 13 | 05.000        | Limit Seven Card Stud                            | 15. Mai 1983  | 044        | Stu Ungar (4)      | Stu Ungar (4)      | Vereinigte Staaten | Vereinigte Staaten | 110.000          |
| 14 | 10.000        | No Limit Hold’em Main Event – World Championship | 16. Mai 1983  | 108        | Tom McEvoy (2)     | Tom McEvoy (2)     | Vereinigte Staaten | Vereinigte Staaten | 540.000          |
| 15 | 01.000        | Casino Employees No-Limit Hold’em                | 21. Mai 1983  | 010        | Ted Binion         | Ted Binion         | Vereinigte Staaten | Vereinigte Staaten | 010.000          |
| 16 | 10.000        | No-Limit 2-7 Draw Lowball                        | 21. Mai 1983  | 021        | Dick Carson        | Dick Carson        | Vereinigte Staaten | Vereinigte Staaten | 105.000          |

### Main Event

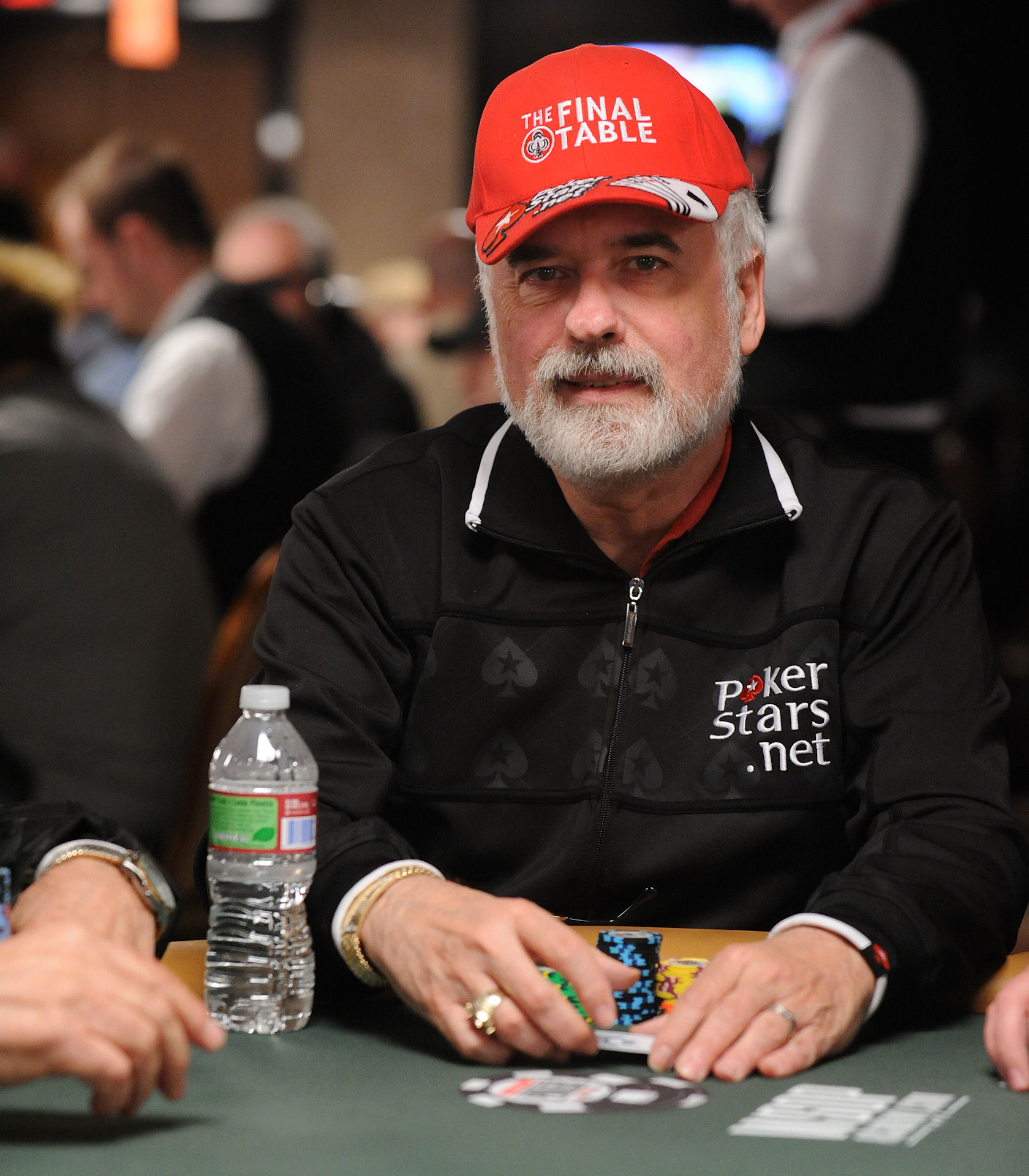
Tom McEvoy (2010)

Der Finaltisch wurde am 21. Mai 1983 ausgespielt. In der finalen Hand gewann McEvoy mit Q♦ Q♠ gegen Peate mit K♦ J♦.
| Platz | Herkunft           | Spieler        | Preisgeld (in $) |
| ----- | ------------------ | -------------- | ---------------- |
| 1     | Vereinigte Staaten | Tom McEvoy     | 540.000          |
| 2     | Vereinigte Staaten | Rod Peate      | 216.000          |
| 3     | Vereinigte Staaten | Doyle Brunson  | 108.000          |
| 4     | Vereinigte Staaten | Carl McKelvey  | 054.000          |
| 5     | Vereinigte Staaten | Robert Geers   | 054.000          |
| 6     | Irland             | Donnacha O’Dea | 043.200          |